# Black Acid Soul
Black Acid Soul è l'album di debutto della cantautrice statunitense Lady Blackbird.

## Il disco
Intorno al 2020, dopo una lunga gavetta comprendente diverse esibizioni dal vivo, un EP e la scrittura di testi per la cantante Anastacia, Marley Munroe inizia a lavorare a un progetto ispirato alla black music degli anni '60. Il progetto vede la produzione di Chris Seefried, che suona anche le chitarre, e la partecipazione di un piccolo ensemble formato dal pianista Deron Johnson, Jon Flaugher al basso, Jimmy Paxson alla batteria e Troy Andrews ai fiati . Le registrazioni iniziano nei primi mesi del 2020, ma subiscono una battuta d'arresto a causa della pandemia da COVID-19, per poi riprendere con regolarità tra la fine dell'anno e l'inizio del successivo. Nel corso della lavorazione, Marley assume lo pseudonimo di Lady Blackbird dopo aver inciso un'intensa cover del brano di Nina Simone intitolato Blackbird, vero e proprio inno contro il razzismo..
L'album è composto principalmente da cover soul di brani degli anni '60, tra le quali la già citata Blackbird; spiccano poi It'll Never Happen Again di Tim Hardin (1966) e It's not that easy di Reuben Bell (1967). Il brano Fix It è invece un testo di Marley Munroe cantato su una composizione pianistica di Bill Evans del 1958, intitolata Peace piece: gli eredi di Bill Evans hanno concesso a Lady Blackbird e Chris Seefried l'utilizzo della composizione e la co-paternità di produzione per la scrittura del testo e l'aggiunta dei vocals. Altri adattamenti sono Collage dei James Gang (1969) e Beware the stranger dei The voices of East Harlem (1973).
Il disco è stato pubblicato il 3 settembre 2021, anticipato dai singoli Blackbird (per il solo mercato americano) e It's not that easy (solo in Europa). Tra 2022 e 2023, Lady Blackbird è impegnata in un lungo tour mondiale per la promozione di Black Acid Soul e della sua edizione deluxe.

### Deluxe edition
Il 3 ottobre del 2022, in seguito al successo dell'album e del suo tour promozionale, ne è stata pubblicata una versione deluxe a due dischi. Il secondo disco comprende due ulteriori cover (tra le quali spicca I am what I am tratto dal musical La cage aux folles e reso una hit da Gloria Gaynor), tre inediti dal sound uptempo e quattro remix.

## Tracce
1. Blackbird (Nina Simone) 4:00
2. It's Not That Easy (Reuben Bell) 3:00
3. Fix It (Bill Evans, Marley Munroe, Chris Seefried) 4:50
4. Ruler of My Heart (Naomi Neville) 3:42
5. Nobody's Sweetheart (Chris Seefried) 3:38
6. Collage (Patrick Cullie, Joe Walsh) 3:17
7. Five Feet Tall (Marley Munroe, Chris Seefried) 3:20
8. Lost and Looking (James W. Alexander, Lowell Jordan) 4:21
9. It'll Never Happen Again (Tim Hardin) 3:38
10. Beware the Stranger (Eugene Dixon, James Thompson) 4:13
11. Black Acid Soul (Jonathan Flaugher, Deron Johnson, Marley Munroe, Jimmy Paxson, Chris Seefried) 3:54

### Deluxe Edition
1. Did Somebody Make a Fool Out of You
2. I Am What I Am
3. Woman (Single Version)
4. Feel It Comin (Single Version)
5. Baby I Just Don't
6. Beware the Stranger (Chris Seefried Remix)
7. Collage (Greg Foat Remix)
8. Blackbird (Emma-Jean Thackray Remix)
9. Lost and Looking (Colleen 'Cosmo' Murphy Cosmodelica Remix)
10. Collage (Bruise Remix)
11. Beware the Stranger (Gil Cang Tuff Scout Remix)

## Formazione
- Voce: Lady Blackbird
- Chitarra: Chris Seefried
- Pianoforte (Steinway Baby Grand), mellotron, synthesizer: Deron Johnson
- Contrabbasso: Jon Flaugher
- Batteria: Jimmy Paxson
- Tromba e altri strumenti a fiato: Troy Shorty Andrews.

## Accoglienza
Black Acid Soul è stato acclamato dalla critica e ha avuto un ottimo riscontro di vendite, soprattutto in Europa. La rivista Jazziz scrive che "l'emozionante album di debutto della cantante di Los Angeles è pieno di vibrazioni retrò e malinconia, e annuncia l'arrivo di una cantante enigmatica che ha trascorso anni a dilettarsi con diversi generi prima che una collaborazione con il produttore Chris Seefried portasse l'artista precedentemente nota come Marley Munroe a reinventarsi totalmente".
Matt Collar di Allmusic ha dato all'album quattro stelle scrivendo che "la cantante Marley Munroe (alias Lady Blackbird) evoca lo stile idiosincratico della cantante Nina Simone. Proprio come la Simone, la Munroe è benedetta da una voce rauca e altamente risonante che ben si adatta agli standard jazz, ma anche a oscure ballate R&B. Con i musicisti che la accompagnano trova un affascinante equilibrio tra il jazz acustico e l'anima viva dei piccoli gruppi. Anche se le forti influenze e l'affetto di Lady Blackbird per Nina Simone costituiscono certamente gran parte di Black Acid Soul, l'album ha un'immediatezza e un calore 'tutto suo' ".
Secondo John Bungey, che ha recensito l'album su London Jazz News, "l'hype che circonda Lady Blackbird è ampiamente giustificato; Black Acid Soul è un disco potente che, senza suonare per forza 'retrò', ricorda un'epoca precedente a AutoTune e Pro Tools. La cantante ha sempre avuto questa voce – uno strumento soul che combina il dramma di Tina Turner con la sfocatura blues di Amy Winehouse – unita alla padronanza della scena. Di certo, Black Acid Soul è uno dei migliori album del 2021".
Alexis Petridis ha scritto sul Guardian: "dal titolo si potrebbe pensare di sapere cosa aspettarsi dall'album di debutto di Marley Munroe/Lady Blackbird, che rimanda a chitarre alla Jimi Hendrix, P-funk e afrofuturismo. Ma il vecchio adagio di non giudicare un libro dalla copertina rimane più vero che mai. Black Acid Soul è musicalmente sobrio, robusto e radicato nel jazz: basso, pianoforte o chitarra, occasionalmente batteria e la straordinaria voce di Munroe, priva di affettazione e piena di leggerezza e potenza ringhiante. Quando ascolti Black Acid Soul, pensi a un'artista che ha finalmente trovato la sua vocazione. Canzoni e performance che ti bruciano nel profondo".
Frank Alkyer scrive su Down Beat: "Materiale esilarante, inquietante, sexy, pieno di sentimento, straziante. Con una voce che ricorda un incrocio tra Mahalia Jackson e Nina Simone, Lady Blackbird ti strappa il cuore e lo rimette insieme nel giro di undici canzoni. La leggerezza, il ringhio e la sicurezza della sua voce provengono dalla sua anima. Per esempio, quando lei supplica nella hit di Allen Toussaint "Ruler of My Heart": "Come back, come back, come back/ I've had enough", si avverte una penetrante ricerca d'amore che può essere portata in scena solo da pochi artisti. Spiccano la voce e la cura nella lavorazione di questa nuova e incredibilmente eccitante artista. Parleremo di questo debutto per molti anni a venire".
"Senza opporre resistenza, lasciatevi trascinare dall'incantesimo di Lady Blackbird", dice Sarah Seidel su NDR. "L'album ha una qualità che si sente solo ogni morte di papa, fatta di espressione, veridicità e vulnerabilità. Con musicisti eccezionali al suo fianco, Lady Blackbird ci porta indietro nel tempo, in un'altra dimensione. È una sorta di moderna Nina Simone che riporta in vita la storia del jazz, del blues, dell'R&B e del soul del 1960 con le undici canzoni di questo album, che si muove come uno spettro tra abbandono, desiderio, struggimento e amore".
Per Mark Smotroff (Audiophile Review), "il vero punto forte è nascosto nel mezzo dell'album, una drammatica rielaborazione dell'opera psych-rock di Joe Walsh "Collage" del 1969. Se conoscete l'originale, sarete sopraffatti da questa malinconica e atmosferica reinvenzione. Un altro higlight è "Fix It", che si basa sul classico pezzo strumentale "Peace Piece" di Bill Evans ma che suona sorprendentemente come un lavoro indipendente e completo e sottolinea ancora una volta la ricchissima influenza di Nina Simone. L'assolo del pianista Deron Johnson aggiunge una bella pioggia di gocce scintillanti a questa nebbiosa atmosfera da domenica mattina".
Secondo Max Pilley (Loud and Quiet), "è difficile credere che questo sia un debutto e non il culmine di una carriera pluridecennale, ascoltando come siano profonde la saggezza, l'espressività e il controllo della voce [di Lady Blackbird]. Non è solo la voce potente di Munroe, o il fatto che riesca a trasmettere grandi dolori e lotte secolari, ma le sfumature che riesce a estrarre da ogni vibrazione; spesso è possibile trovare, nella sua performance, una singola parola interpretata in molti modi diversi e stratificati. Munroe si rende conto che c'è molto più da dire a proposito di qualcuno che può far venir giù il teatro, se anziché farlo suggerisce soltanto che ne sia in grado".